# Românești, Maramureș
Românești este un sat în comuna Boiu Mare din județul Maramureș, Transilvania, România.

## Istoric
Prima atestare documentară: 1566 (Nagy Szalmapathak). 

## Etimologie
Etimologia numelui localității: din n. grup românești < antrop. Românu (nume etnic) + suf. -ești. 

## Demografie
La recensământul din 2011, populația era de 68 locuitori. 